# Нема краја корњачама
Нема краја корњачама је тинејџ роман америчког аутора Џона Грина. Објављен је октобра 2017. године у издању издавачке куће Е. П. Датон. Ово дело представља Гриново пето самостално остварење, а седмо када се гледају све његове издате књиге. Претходни роман који је издао био је Криве су звезде, 2012. године. У истом месецу када је и објављена, књига је доспела на прво место листе најпродаванијих књига Њујорк тајмса.

## Укратко о роману
У центру приче јесте шеснаестогодишњакиња Ејза Холмс. Живи у Индијанополису, где похађа средњу школу и живи сама у кући са мајком. Ејза се свакодневно бори са опсесивно-компулзивним поремећајем, а то само повећава анксиозност коју стално осећа. ОКП се испољава кроз њен страх од људских микроба, бесконачном размишљању о проблемима и стварима које могу кренути по злу. Њен највећи стах јесте бактерија псеудомембранозни колитис (C. Diff), те она у паници стално понавља свој ритуал који је заправо отварање ране на прсту и редовна промена фластера. Та рана због тога не стиже да зацели, јер ускоро опет буде отворена. Ејза то ради како би избацила из свог организма оно за шта верује да су бактерије које ће јој наудити. Кроз књигу, она је окружена својим пријатељима: Мајклом Тарнером, који се једног дана нада уметничкој каријери, и Дејзи Рамирез, која је аутор неколико фан-фикција о Ратовима звезда, а упознајемо и Дејвиса Пикета, сина богаташа који на почетку романа нестаје и кога ће Дејзи и Ејза пробати да пронађу ради позамашне новчане награде.
Грин је рекао следеће о свом роману: „Ово је мој први покушај да пишем о оној врсти менталне болести која је утицала на мене још од детињства. Стога, иако прича јесте фиктивна, она је такође и веома лична.“

## Радња романа
Прича почиње нестанком милионера Расел Пикета, оца једног од Ејзиних пријатеља из детињства. Његов нестанак је под велом тајне, и верује се да је подстакнут новооткривеним аферама о његовој имовини и пословању у фирми. Дејзи је, а са њом и Ејза, подстакнута наградом од 100 000 америчких долара која се нуди за информације о Пикету, те Дејзи и Ејза крећу у потрагу за некаквим доказима. Након што се превезу кануом преко Беле реке и ушуњају на имање Пикетових, у потрази за камером која је постављена како би осматрала пространо двориште, њих две бивају ухваћене од стране Лајла, радника обезбеђења. Он их одводи до Дејвиса, који је, након нестанка свог оца постао главна особа у кући.
Дејвисов отац је читаву своју заоставштину преписао рептилу туатари, за коју је веровао да ће моћи да одгонетне тајну бесмртности, али тај новац би туатара могла да наследи тек после његове смрти. До тада, новац, кућа и остала имовина припадају браћи, то јест синовима Расела Пикета. Стога, Дејвис даје Ејзи и њеној пријатељици 100 000 долара из једног од многобројних места за чување новца свога оца у нади да може да их заустави у трагању за њим. Њих две деле новац међусобно и свака налази начин на који ће га потрошити. Након свега овога, Дејзи и Мајкл почињу да се забављају, али и Ејза и Дејвис. Међутим, како време одмиче, Ејза постаје свеснија да јој је све теже да се избори са анксиозношћу која је спречава да буде у нормалној вези са Дејвисом. У једном тренутку проналази Дејвисов блог где он записује своје мисли и осећања о томе како се осећа поводом оца, мајке, Ное (свог млађег брата), па и Ејзе. 
Након што Ејза прочита једну од Дејзиних прича и схвати да је један од ликова био базиран на њој самој, и да је коришћен као место за излив Дејзиних фрустрација, интрузивне мисли почињу да се роје у глви и спирала, којом Ејза описује своје хаотичне мисли и анксиозност, почиње да се стеже попут левка, али никад се не завршава. То се претвара у напад панике, што доводи до неколико лоших одлука и на крају саобраћајне несреће након жучне расправе коју су њих две водиле у колима. Осам дана Ејза проводи у болници, где јој се стање не побољшава због страха од добијања бактерије, те по други пут покушава да очисти себе пијући дезинфекционо средство – први пут је исто било у току напада панике за време њеног боравка код Пикетових. Преписују јој се лекови, које је до тада одбијала да пије јер су лекови је лекови чинили другом особом. Ускоро се опоравља, те се све враћа у пређашње стање.
Дејзи, Мајкл и Ејза излазе на андерграунд изложбу у једном од напуштених тунела за градски одвод, за који је Пикетова компанија била одговорна. Дејзи и Ејза се одвајау од Мајкла и одлазе низ један од тунела којим се шири одвратан смрад. Након неког времена, обе посумњају да је горепоменути милионер на том месту завршио живот. Ејза је након моралне дилеме о томе шта јој је чинити, одабрала да каже Дејвису за своје откриће и да му препусти одлуку о судбини оца и брата. Полиција убрзо проналази милионерово тело у одводу уз помоћ анонимне дојаве. Дејвис и Ноа се селе у Колорадо, где су изнајмили кућу и где ће похађати школу. Док се Ејза и Дејвис растају, Ејза размишља о будућим приликама које ће јој у животу доћи.

## Критике
Недуго након званичног обавештења о издавању књиге, разни популарни часописи и новине почели су да пишу о роману. То је само показало колико је публика била нестрпљива да поново узме Гринове романе у руке. Неки од портала који су писали о књизи су и Базфид, Паблишерс викли и Ем-Ти-Ви.
Након објављивања, књига је стекла позитивне критике. Њујорк тајмс га је прогласио као „изненађујућим и дирљивим“ и да је потребно бити само човек да бисмо разумели Ејзу. Многи критичари су приметили Гриново талентовано, оштроумно приповедање о одређеним проблемима, што је у овом случају ОКП и анксиозност. Друге критике биле су упућене и одређеном тону који књига дели са својом претходницом, књигом Криве су звезде, али су изнеле да је овај роман довољно аутентичан да се истакне као самостално дело. 

## Филмска адаптација
Децембра 2017. године, Грин је објавио да је филм Никад краја корњачама у плану за продукцију. Речено је како ће пројекат спровести Фокс 2000, а за филмско платно прилагодио би га исти тим који је направио адаптације за романе Криве су звезде и Градове од папира. У мају 2018. године, Грин је потврдио да ће главне улоге играти Ајзек Аптакер и Елизабет Бергер. Хани Маркс је додељена улога режисера у јануару 2019. године. Филм је тренутно у продукцији, али не зна се са сигурношћу датум премијере. Грин је изјавио да је продукција овог филма захтевна, те да ће, уколико не буду нашли оригинално решење за приказивање проблема људи са ОКП-ом, обуставити пројекат. Од јануара 2019. године, он и његов тим су у потрази за правим начином приказивања света из Ејзине перспективе.